# Diocesi di Møre
La diocesi di Møre è una diocesi appartenente alla Chiesa di Norvegia. 

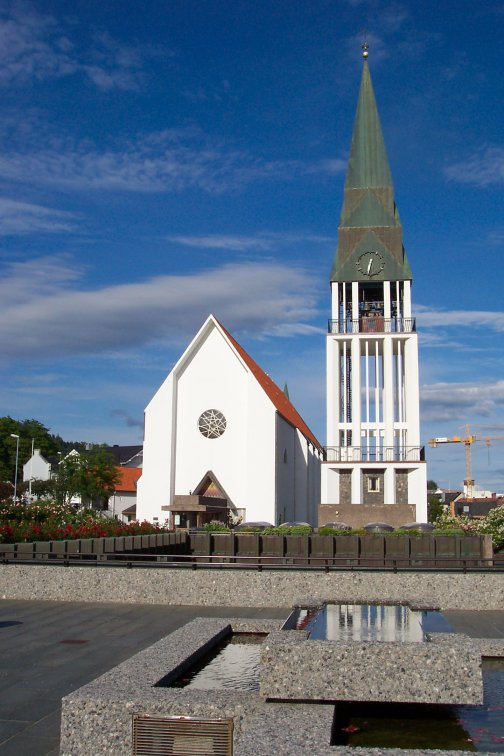
Cattedrale di Molde

Mappa delle diocesi della Chiesa di Norvegia

La diocesi comprende la contea Møre og Romsdal; la cattedrale si trova nella città di Molde, anche se Ålesund è la città principale. La diocesi fu creata il 18 settembre 1983 quando il distretto di Sunnmøre fu staccato dalla parte meridionale della diocesi di Bjørgvin e i distretti di Romsdal  e di Nordmøre dalla parte settentrionale della diocesi di Nidaros. I tre distretti (che corrispondono alla contea di Møre og Romsdal) formarono la nuova diocesi, che dal 2008 è retta dal vescovo Ingeborg Midttømme.

## Cronotassi dei vescovi

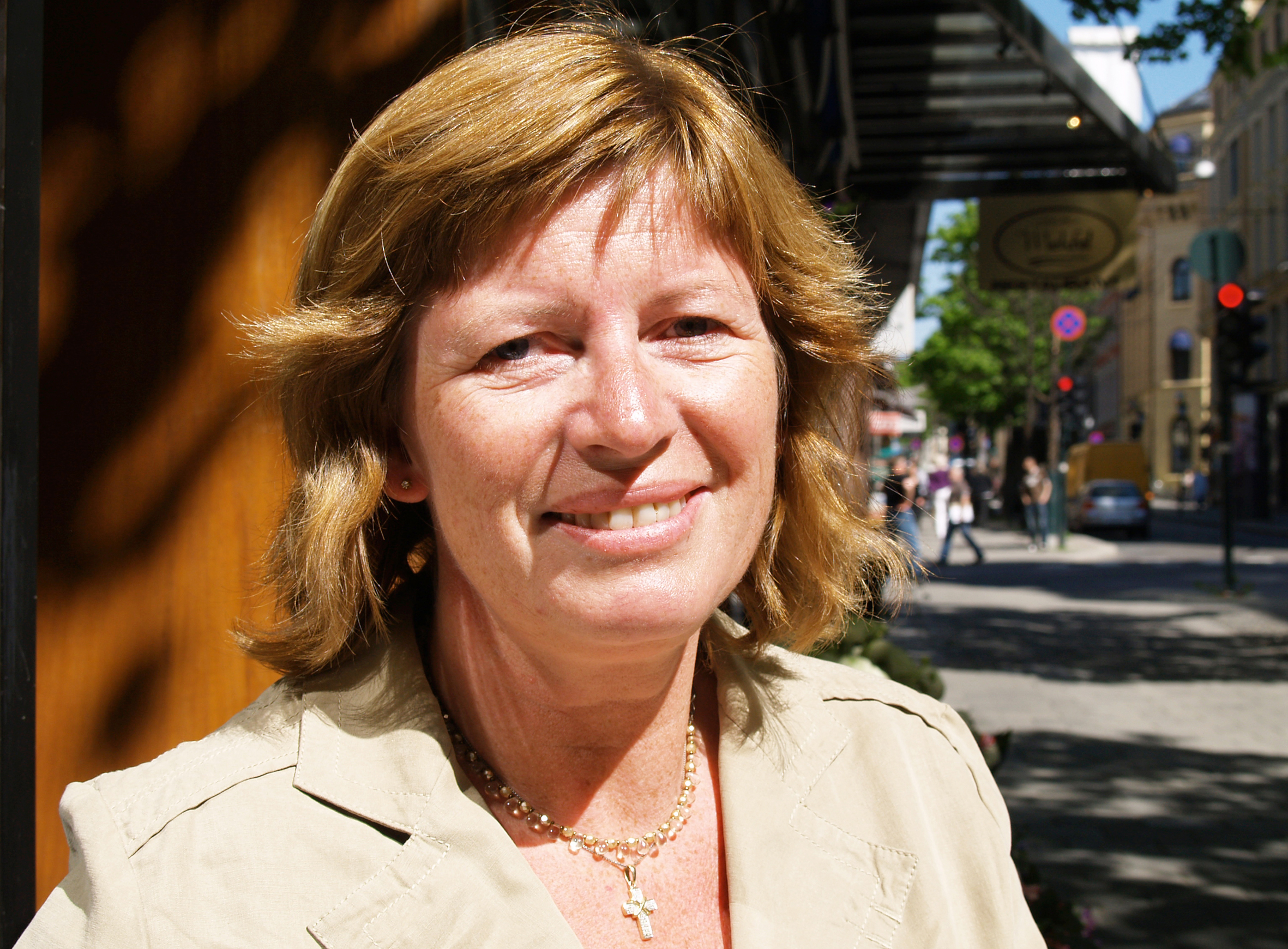
Il vescovo Ingeborg Midttømme

- Ole Nordhaug - 1983–1991
- Odd Bondevik - 1991–2008
- Ingeborg Midttømme - dal 2008